# Harry Lennix
Harry Lennix (Chicago, 16 november 1964), geboren als Harry Joseph Lennix III, is een Amerikaans acteur, filmproducent en filmregisseur.

## Biografie
Lennix werd geboren in Chicago in een gezin van vier kinderen, en doorliep de high school aan de Quigley Preparatory Seminary South in Chicago. Hierna studeerde hij acteren en regisseren aan de Northwestern-universiteit in Illinois.
Lennix is vanaf 2009 getrouwd.

## Filmografie

### Films
Selectie:
- 2021 Zack Snyder's Justice League - als Martian Manhunter / generaal Swanwick
- 2016 Batman v Superman: Dawn of Justice - als Swanwick
- 2015 Chi-Raq - als commissaris Blades
- 2013 Man of Steel – als generaal Swanwick
- 2009 State of Play – als rechercheur Bell
- 2007 Across the Universe – als sergeant
- 2004 Ray – als Joe Adams
- 2003 The Matrix Revolutions – als Lock
- 2003 The Human Stain – als Mr. Silk
- 2003 The Matrix Reloaded – als Lock
- 2002 Collateral Damage – als Dray
- 1995 Clockers – als Bill Walker
- 1994 Guarding Tess – als Kenny Young

### Televisieseries
Uitgezonderd eenmalige gastrollen.
- 2024 Diarra from Detroit - als Walter Harley - 2 afl.
- 2023 Young Love - als Russell Young (stem) - 9 afl.
- 2016-2023 Billions - als Frank Sacher - 8 afl.
- 2013-2023The Blacklist – als Harold Cooper – 218 afl.
- 2018-2021 Insecure - als Marcus Walker - 3 afl.
- 2018-2020 Conrad - als Don Brewer - 2 afl.
- 2015 The Marriage Tour - als mr. Wright - 3 afl.
- 2012-2013 Emily Owens M.D. – als Tim Dupre – 6 afl.
- 2009-2010 Dollhouse – als Boyd Langton – 27 afl.
- 2008 Little Britain USA – als de Amerikaanse president – 4 afl.
- 2007 24 – als Walid Al-Rezani – 6 afl.
- 2005-2006 Commander in Chief – als Jim Gardner – 19 afl.
- 1997-1998 Diagnosis Murder – als agent Ron Wagner – 6 afl.
- 1997 ER – als dr. Greg Fisher – 6 afl.
- 1995-1996 The Client – als Daniel Holbrook – 3 afl.

### Computerspellen
- 2005 The Matrix Online – als Lock
- 2003 Enter the Matrix – als Lock

### Filmproducent
- 2022 Curse of the Macbeths - film
- 2022 Super Turnt - film
- 2020 The Musical Adventures of Afro Banzai -The Table Read - film
- 2020 Troubled Waters - film
- 2018 Revival! - film
- 2017 Romeo and Juliet in Harlem - film
- 2017 Hush Money – film
- 2015 H4 - film
- 2014 The Fright Night Files - film
- 2014 The Algerian – film
- 2014 True Grace – film
- 2013 Always Night – miniserie – 1 afl.
- 2013 Mr. Sophistication – film

### Filmregisseur
- 2017 The Gleaner - korte film
- 2008 Fly Like Mercury – film

## Prijzen

### Black Reel Awards
- 2015 in de categorie Beste Acteur in een Bijrol met de film The Fright Night Files - genomineerd.
- 2013 in de categorie Beste Acteur in een Bijrol met de film A Beautiful Soul - genomineerd.
- 2003 in de categorie Beste Acteur met de film Keep the Faith, Baby - gewonnen.

### Internationaal filmfestival van Chicago
- 2007 in de categorie Beste Korte Film met de film Fly Like Mercury - genomineerd.

### Chlotrudis Awards
- 2001 in de categorie Beste Acteur in een Bijrol met de film Titus - genomineerd.

### Image Awards
- 2006 in de categorie Uitstekende Acteur in een Bijrol in een Televisieserie met de televisieserie Commander in Chief - genomineerd.
- 2003 in de categorie Uitstekende Acteur in een Bijrol in een Film met de film Keep the Faith, Baby - genomineerd.

### NAMIC Vision Awards
- 2003 in de categorie Beste Optreden emt de film Keep the Faith, Baby - gewonnen.

### Satellite Awards
- 2006 in de categorie Beste Optreden door een Acteur in een Film met de film Keep the Faith, Baby - genomineerd.
- 2000 in de categorie Beste Optreden door een Acteur in een Film met de film Titus - Gewonnen.

### Screen Actors Guild Awards
- 2005 in de categorie Beste Optreden door een Cast in een Film met de film Ray - genomineerd.

- Biblioteca Nacional de España: XX4942962
- International Standard Name Identifier: 0000 0000 4306 3184
- Library of Congress Control Number: no00018458
- MusicBrainz: bcbd16be-7125-4177-9077-b1ec1a6c561d
- Nationale Bibliotheek van Tsjechië: xx0313269
- Nationale Bibliotheek van Israël: 987007445205705171
- Nationale Bibliotheek van Polen: a0000001906445
- Virtual International Authority File: 21682861
- WorldCat: E39PBJgd9Xmk64yxkMwJ4jcF8C